# Transformers 3
Transformers 3 (dt. Untertitel: Die dunkle Seite des Mondes; Originaltitel: Transformers: Dark of the Moon) ist ein US-amerikanischer Action- und Science-Fiction-Film aus dem Jahr 2011, der die Fortsetzung der Filme Transformers (2007) und Transformers – Die Rache (2009) darstellt und genau wie diese auf den gleichnamigen Spielzeugreihen des Herstellers Hasbro basiert. Regie führte abermals Michael Bay, die männliche Hauptrolle wird wie schon in den beiden vorangegangenen Teilen von Shia LaBeouf verkörpert, neu dabei ist Rosie Huntington-Whiteley als weibliche Hauptdarstellerin. In Deutschland und den Vereinigten Staaten startete der Film am 29. Juni 2011 im Verleih von Paramount Pictures und DreamWorks SKG.
Unterstützt wurde die Produktion vom Spielzeughersteller Hasbro, den Streitkräften der Vereinigten Staaten und der NASA sowie zahlreichen Unternehmen, die im Gegenzug ihre Produkte mittels Produktplatzierung im Film unterbringen konnten, darunter die Fahrzeugfabrikanten General Motors, Ferrari, die Daimler AG und die Rosenbauer International AG.
Begleitet wurde der Filmstart abermals von einer Marketing-Kampagne, die neben den Hasbro-Spielzeugfiguren auch Comics, Bücher und Videospiele umfasste.
Die Fortsetzung Transformers: Ära des Untergangs lief im Juli 2014 in den Kinos an.

## Handlung
Es herrscht Krieg auf Cybertron. Der Autobot Sentinel Prime versucht, in einem Raumschiff, der Ark, vom Planeten zu fliehen, und hat dabei Technik zur Teleportation an Bord, die den Krieg zu Gunsten der Autobots hätte entscheiden können. Er wird jedoch von den Decepticons abgeschossen und taumelt antriebslos durchs Weltall. Im Jahr 1961 schlägt das Raumschiff auf der „dunklen Seite“ des Mondes auf. Der Aufschlag wird von den Menschen bemerkt und der Wettlauf ins All unter US-Präsident John F. Kennedy beginnt. Nach ihrer Landung im Jahr 1969 dringen die Astronauten Neil Armstrong und Buzz Aldrin als Teil der Apollo-11-Mission in einem Moment der Funkstille ins Raumschiff ein und stellen fest, dass die Menschheit nicht alleine ist.
In der Gegenwart sind die Autobots nach wie vor Teil des geheimen Bündnisses NEST und arbeiten mit den Streitkräften der Vereinigten Staaten zusammen. Auf einer Mission im Kernkraftwerk Tschernobyl entdeckt ein NEST-Team, unter der Führung von Lt. Col. Lennox und Optimus Prime, eine unbekannte außerirdische Brennstoffzelle, die zur Nuklearkatastrophe von Tschernobyl führte. Während sie versuchen, die Zelle sicherzustellen, taucht plötzlich der Decepticon Shockwave auf, der einen riesigen wurmähnlichen Roboter, den Driller, kontrolliert, jedoch letztlich von Optimus zum Rückzug gezwungen wird. Nachdem die Brennstoffzelle sichergestellt ist, identifiziert Optimus sie als Teil der Ark. Zunächst verärgert, dass die Menschen ihm wichtige Informationen vorenthalten haben, enthüllt er seinen Verbündeten und Charlotte Mearing, der Direktorin der Nationalen Nachrichtendienste, schließlich, dass sich an Bord des Raumschiffs eine wichtige Technologie zum Bau einer Weltraumbrücke befindet. Der ehemalige Anführer der Autobots, Sentinel Prime, der als Einziger die Technologie beherrscht, befindet sich ebenfalls im Raumschiff. Sogleich begeben sich Optimus und Ratchet mit der Xantium, dem Raumschiff, mit dem die Autobot-Verstärkung zur Erde gekommen war, auf den Mond. Dort bergen sie vier Pfeiler der Brücke, den dazugehörigen Kontrollpfeiler und Sentinel Prime selbst und bringen ihn zur Erde, wo Optimus ihn mit Hilfe der Matrix der Führerschaft reaktiviert.
Derweil plagt sich Sam Witwicky, der menschliche Freund der Autobots, mit Problemen im Alltag herum. Obwohl ihm Präsident Obama einen Orden verliehen hat, fällt es Sam schwer, einen Job zu finden. Gemeinsam mit seiner neuen Freundin Carly, die er bei seiner Ehrung im Weißen Haus kennengelernt hat, beherbergt er zudem die gestrandeten Autobots Wheelie und Brains. Nach langer Suche erhält er eine Anstellung beim Telekommunikationsunternehmen Accuretta Systems, erfährt dort jedoch von seinem Arbeitskollegen Jerry Wang von einer Verschwörung von Menschen, die mit den Decepticons zusammenarbeiten. Bevor er Sam mehr verraten kann, wird Jerry von Laserbeak getötet, ebenso wie einige weitere Kollaborateure.
Sam bittet Seymour Simmons um Hilfe, und die beiden finden heraus, dass die Sowjets noch vor der Landung der Amerikaner auf dem Mond Fotos von Decepticons machten, die hunderte Pfeiler aus der Ark holten. Sam und Simmons folgern daraus, dass die Decepticons Sentinel absichtlich zurückließen, da sie wussten, dass nur er in der Lage ist, die Weltraumbrücke zu aktivieren und nur Optimus ihn wiederbeleben kann. Sam kann die Autobots rechtzeitig warnen, so dass sie Sentinel vor einem Angriff der Decepticons schützen und mit ihm zum NEST-Hauptquartier fliehen können. Dort angekommen enthüllt Sentinel jedoch, dass er vor langer Zeit ein Abkommen mit Megatron geschlossen hat, da die Autobots seiner Meinung nach nie den Krieg gewinnen könnten. Sentinel tötet Ironhide und einige NEST-Soldaten, entwendet anschließend die fünf restlichen Pfeiler und flieht, woraufhin die Autobots ihn nach Washington, D.C. verfolgen. Bevor Optimus ihn aufhalten kann, aktiviert Sentinel jedoch eine Weltraumbrücke zum Mond, durch die weitere Decepticon-Truppen, die sich auf dem Mond verborgen hatten, zur Erde gelangen und die Autobots zum Rückzug zwingen.
Sam macht sich derweil Sorgen um Carly und sucht nach ihr. Er findet sie bei ihrem Arbeitgeber Dylan Gould, der Sam enthüllt, dass er diesem nicht nur seinen Job beschafft hat, sondern ebenfalls ein Kollaborateur ist. Bereits sein Vater hatte im Auftrag der Decepticons dafür gesorgt, dass die Vereinigten Staaten keine weiteren Missionen zum Mond unternahmen. Carlys Versuch mit dem Auto, das Dylan ihr geschenkt hat, zu fliehen misslingt, da sich das Auto, welches eigentlich der Decepticon Soundwave ist, weigert zu fahren. Durch Carly hat Dylan ein Druckmittel, um Sam dazu zu bringen, Optimus Prime über die Strategie der Autobots zu befragen; weigere er sich, würde Dylan Carly töten. Um sicherzugehen, dass Sam nicht versucht, die Autobots zu warnen, befestigt er einen als Armbanduhr getarnten Decepticon an dessen Handgelenk, der sich mit Sams Nervensystem verbindet.
Mittlerweile hat Sentinel Prime die Menschheit aufgefordert, die Autobots anzuweisen, die Erde zu verlassen, da er nur versuche, Cybertron zu retten. Die Regierung der Vereinigten Staaten verabschiedet umgehend ein dementsprechendes Gesetz. Bevor die Autobots die Erde verlassen, befragt Sam Optimus noch über dessen Plan. Optimus entgegnet, es gäbe keinen Plan, die Menschen seien nun auf sich allein gestellt. Daraufhin verlassen die Autobots mit der Xantium und dem daran befestigten Space Shuttle Discovery die Erde. Doch kurz nach dem Start wird das Schiff von Starscream, der im Erdorbit gewartet hat, zerstört. In der Gewissheit, die Autobots seien tot, lassen die Decepticons von Sam ab.
Da die Autobots nun augenscheinlich aus dem Weg sind, beginnen die Decepticons mit ihrem Vorhaben. Sie nehmen Chicago ein, töten einen Großteil der Bevölkerung und errichten in der Stadt den Kontrollpfeiler für die Weltraumbrücke. Weitere Pfeiler verteilen sie auf der gesamten Welt. Dylan offenbart Carly, dass die Decepticons nicht beabsichtigen, nach Cybertron zurückzukehren, vielmehr wollen sie Cybertron in den Erdorbit holen, da nur auf der Erde sechs Milliarden Sklaven und die nötigen Ressourcen vorhanden seien, die zum Wiederaufbau Cybertrons benötigt würden.
Sam beschließt, sich nach Chicago zu begeben, wo sich mittlerweile auch Dylan samt Carly befindet. Der ehemalige NEST-Soldat Epps, der mittlerweile für die NASA arbeitet, begleitet ihn gemeinsam mit einigen anderen früheren NEST-Mitgliedern. Kaum in Chicago angekommen, werden sie von den Decepticons angegriffen, jedoch von Optimus und den anderen Autobots gerettet. Diese hatten nie die Absicht, die Erde zu verlassen, und sich tatsächlich in einer umgebauten Boosterrakete aufgehalten, die abgeworfen wurde, bevor Starscream die Xantium zerstörte.
Die Autobots und die Soldaten machen sich auf den Weg zu dem Hochhaus, in dem sich Dylan aufhält, um den Kontrollpfeiler der Weltraumbrücke zu zerstören. Durch einen erneuten Angriff der von Shockwave angeführten Decepticons wird das Team abermals getrennt. Während die Autobots gegen die Decepticons kämpfen, versucht Epps’ Team, von einem Hochhaus aus den Kontrollpfeiler zu zerstören. Sie werden jedoch von Shockwaves „Haustier“, dem Driller, überrascht, der das Hochhaus zum Einsturz bringt. Optimus Prime kommt ihnen zu Hilfe und tötet den Driller.
In der Zwischenzeit haben sich Lennox und der Rest von NEST mit Hilfe von Wingsuits Zugang zur Stadt verschafft, und Sam, der vom Autobot-Erfinder Que mit neuartigen Waffen (Haftbomben und Metallkletterhandschuhe) ausgestattet wurde, tötet mit Lennox’ Hilfe den Decepticon Starscream. Derweil haben die Decepticons um Soundwave mehrere Autobots gefangen genommen, doch Dylan überzeugt sie, alle zu töten. Barricade exekutiert Que, und Soundwave macht sich daran, als Nächstes Bumblebee zu töten, doch den Autobots Wheelie und Brains ist es gelungen, ein Schiff der Decepticons zum Absturz zu bringen, wodurch Soundwave abgelenkt wird, so dass Bumblebee und die anderen Autobots sich befreien können. Während NEST und die Autobots gegen die Decepticons kämpfen und die meisten von ihnen töten, schießt Optimus mit der Waffe des toten Shockwaves den Kontrollpfeiler der Weltraumbrücke ab und deaktiviert sie damit.
Es kommt zum Kampf zwischen Sentinel Prime und Optimus, in dessen Verlauf letzterer einen Arm verliert und Sentinel die Oberhand gewinnt. Carly, die in der Zwischenzeit von Sam befreit wurde, findet derweil Megatron, der immer noch an den Verletzungen leidet, die ihm Optimus (am Ende von Transformers – Die Rache) zugefügt hat, am Rande des Schlachtfeldes vor. Da sie zuvor Zeugin einer Auseinandersetzung zwischen Sentinel Prime und Megatron geworden ist, appelliert sie an seinen Stolz, und Megatron, der erkennt, dass er nie über Cybertron herrschen wird, solange Sentinel lebt, greift ein und rettet Optimus. In der Zwischenzeit gelingt es Dylan, den umgestürzten Pfeiler erneut zu aktivieren, jedoch wird er von Sam im Zweikampf gegen den Pfeiler geschleudert und stirbt. Danach zerstört Bumblebee den Pfeiler, wodurch die Raumbrücke und auch Cybertron zerstört werden. Megatron bietet Optimus einen Waffenstillstand an, doch dieser geht nicht darauf ein und spaltet Megatrons Kopf mit einer Axt. Anschließend tötet er den geschwächten Sentinel, der noch versucht, sein Handeln zu rechtfertigen, mit Megatrons Kanone.
Da ihre Heimat nun endgültig zerstört ist, akzeptieren die überlebenden Autobots die Erde als neue Heimat. Während des Abspanns ist zu sehen, wie Simmons Mearing küsst, die ihn daraufhin verhaften lässt.

## Hauptfiguren

### Menschen

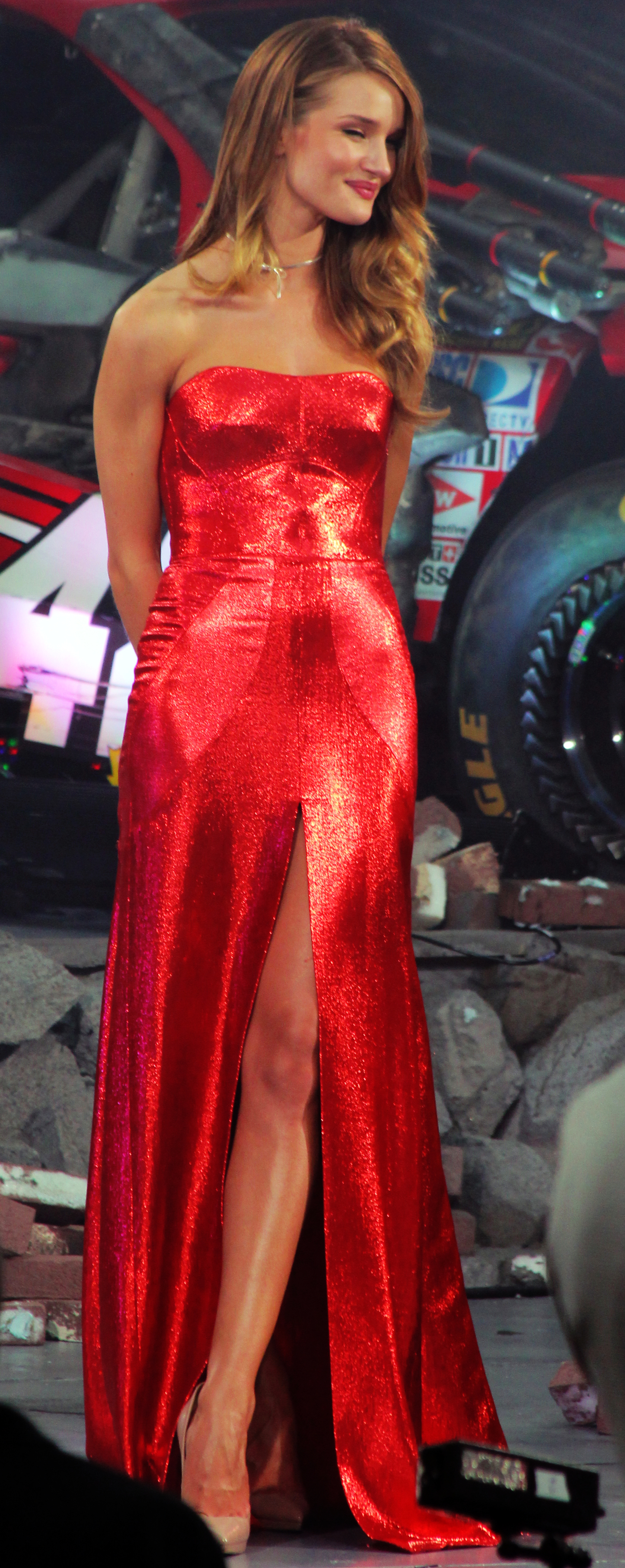
Die Darstellerin der neuen weiblichen Hauptrolle, Rosie Huntington-Whiteley, auf der Premiere von Transformers 3 im Juni 2011, im Hintergrund die Fahrzeugform des Autobots Leadfoot.

Im Mittelpunkt der Handlung steht, wie schon in den beiden vorangegangenen Teilen, der mit den Autobots befreundete Samuel James „Sam“ Witwicky, der mittlerweile das College abgeschlossen hat und nunmehr in Washington, D.C. wohnt, wo er versucht, in der Arbeitswelt Fuß zu fassen. Dies gestaltet sich anfangs als überraschend schwierig, obwohl ihm der Präsident der Vereinigten Staaten, Barack Obama, einen Orden verliehen hat, da Sam bereits zweimal die Welt gerettet hat. Seinen Autobot-Freund Bumblebee sieht Sam nur noch selten, da sich dieser häufig an geheimen Missionen beteiligt.
Seine frühere Freundin Mikaela hat Sam verlassen, was mehrfach kurz angesprochen wird, seine neue Freundin ist nunmehr Carly Spencer, die als Sekretärin für eine Holdinggesellschaft namens Hotchkiss Gould Investments arbeitet. Carly ist über die Existenz der Transformers informiert und basiert auf der gleichnamigen Figur aus der ursprünglichen Transformers-Zeichentrickserie, die dort Spikes Freundin und spätere Ehefrau war und bereits als grobe Vorlage für Mikaela diente.
Sams Eltern, Ron Witwicky und Judy Witwicky, die ebenfalls von den Transformers wissen, statten ihrem Sohn im dritten Teil im Zuge einer Rundreise durch die Vereinigten Staaten einen Besuch ab.
Lt. Col. William Lennox steht immer noch im Dienste der US Army und arbeitet als hochrangiges Mitglied des geheimen Bündnisses NEST (Nonbiological Extraterrestrial Species Team) an der Seite der Autobots. Sein ehemaliger NEST-Kamerad Robert Epps ist mittlerweile aus den Diensten der US Air Force ausgeschieden und arbeitet nunmehr für die NASA, für die er das Raumschiff Xantium, mit dem die Autobot-Verstärkung zwischen dem ersten und zweiten Film zur Erde gekommen ist, beaufsichtigt. Nachdem die Decepticons Chicago eingenommen haben, trommelt er jedoch einige ehemalige NEST-Mitglieder zusammen, um bei der Befreiung der Stadt zu helfen, darunter auch Hardcore Eddie (Lester Speight). Genau wie die menschlichen Soldaten aus den bisherigen Filmen basiert auch Eddie auf keiner Figur aus einer der früheren Transformers-Serien.
Charlotte Mearing ist die Direktorin der Nationalen Nachrichtendienste und damit gegenüber NEST weisungsbefugt. Sie gehört zu den wenigen Menschen, die über den wahren Zweck der Apollo-11-Mondmission informiert sind.
Seymour Simmons, ehemaliger hochrangiger Agent der aufgelösten Regierungsbehörde Sector Seven, ist mittlerweile als Autor von Enthüllungsbüchern zum Millionär geworden. Aufgrund seiner Kenntnisse und Kontakte aus seiner Zeit als Agent wird er von Sam abermals um Hilfe gebeten. Im Verlauf des Films stellt sich heraus, dass er einst eine Affäre mit Charlotte Mearing hatte und immer noch Gefühle für sie hegt. Simmons zur Seite steht sein Angestellter Dutch (Alan Tudyk), der im Umgang mit Waffen geübt ist, jedoch in Stresssituationen zu Überreaktionen neigt.
Dylan Gould ist der Geschäftsführer der Holdinggesellschaft Hotchkiss Gould Investments und damit Carlys Arbeitgeber. Tatsächlich ist Dylan jedoch ein opportunistischer Kollaborateur, der für die Decepticons arbeitet. Er selbst rechtfertigt sein Handeln, indem er es wie eine gewöhnliche geschäftliche Beziehung mit einem „Klienten“, den er von seinem verstorbenen Vater geerbt hat, behandelt. Dylan basiert entfernt auf der Figur des Shawn Berger aus dem Zweiteiler „Megatron’s Master Plan“ (nie im deutschen Fernsehen ausgestrahlt) aus der zweiten Staffel der ursprünglichen Transformers-Zeichentrickserie, die eine der primären Vorlagen für die Filmhandlung darstellt. Genau wie Dylan verbündete sich auch Berger mit den Decepticons.
Der exzentrische Bruce Brazos ist der Geschäftsführer des Telekommunikationsunternehmens Accuretta Systems und damit Sam Witwickys erster Arbeitgeber. Nachdem der Decepticon Laserbeak seine Büroräume verwüstet hat, stellt er Sam und Simmons im Gegenzug für die Möglichkeit, einen Autobot (Bumblebee) kennenzulernen, Informationen über mehrere Opfer Laserbeaks zur Verfügung.

### Autobots

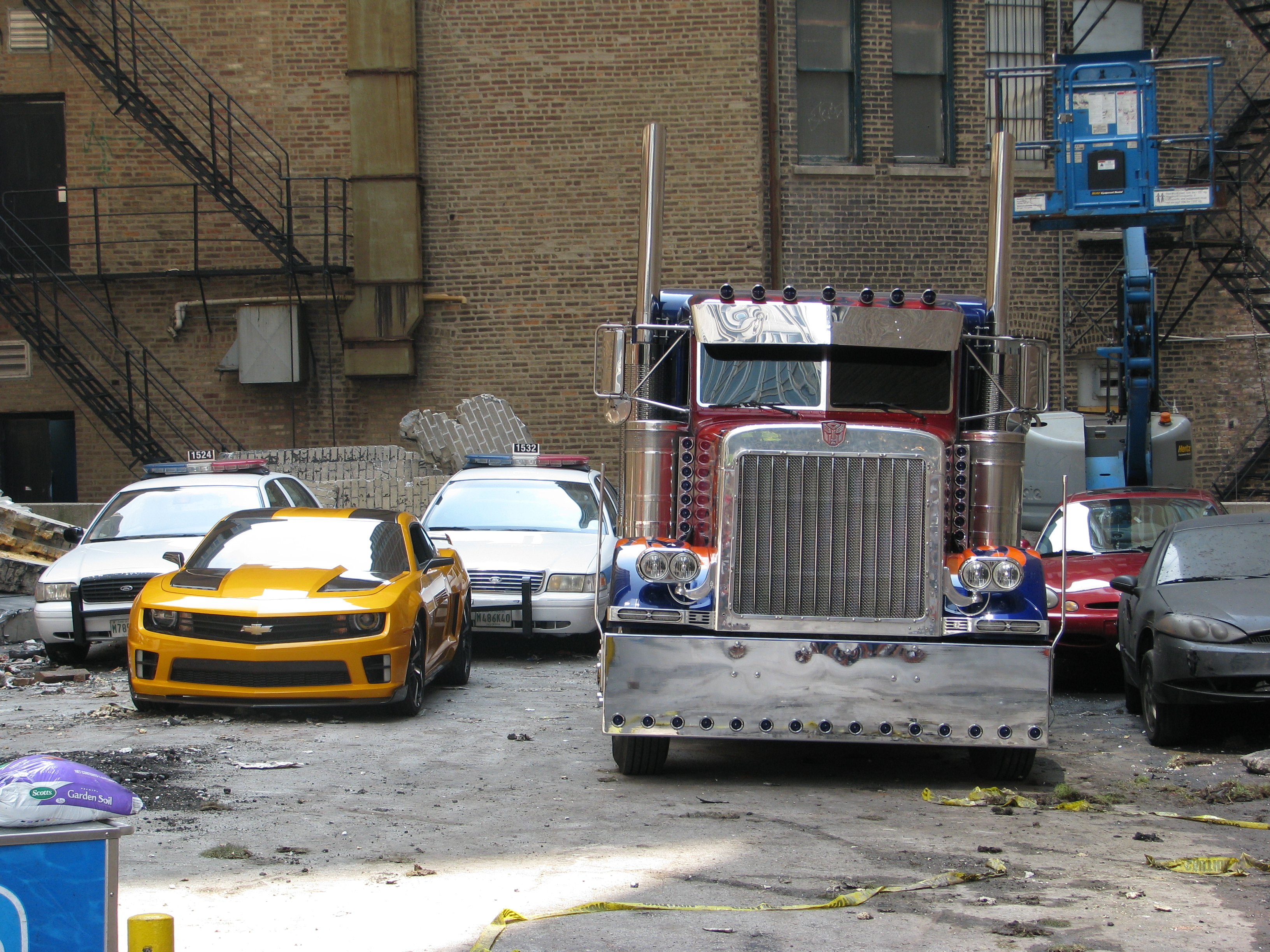
Die Fahrzeugformen der Autobots Bumblebee und Optimus Prime und andere Fahrzeuge am Set in Chicago.

Anführer der Autobots ist weiterhin Optimus Prime, der die Freiheit als das Recht aller empfindenden Wesen betrachtet. Wie in den beiden vorangegangenen Filmen verwandelt er sich auch in Teil 3 wieder in einen Langhauber-Sattelzug, einen Peterbilt 379. Neu ist sein Anhänger, in dem sich ein Waffenarsenal sowie eine Flugausrüstung befinden. Letztere basiert auf der improvisierten Flugausrüstung aus Die Rache, die aus Teilen des Transformers Jetfire bestand. Seit Die Rache trägt Optimus zudem die Autobot-Matrix der Führerschaft in seiner Brust.
Bumblebee verwandelt sich nach wie vor in einen aktuellen Chevrolet Camaro, wobei seine Fahrzeugform gegenüber dem Vorgängerfilm Die Rache erneut leicht überarbeitet wurde. Da er sich häufig an geheimen NEST-Missionen beteiligt, verbringt er nicht mehr soviel Zeit mit seinem menschlichen Freund Sam Witwicky wie zuvor. Genau wie in den beiden Vorgängerfilmen kann Bumblebee auch in Teil 3 nicht sprechen, sondern kommuniziert über sein Autoradio.

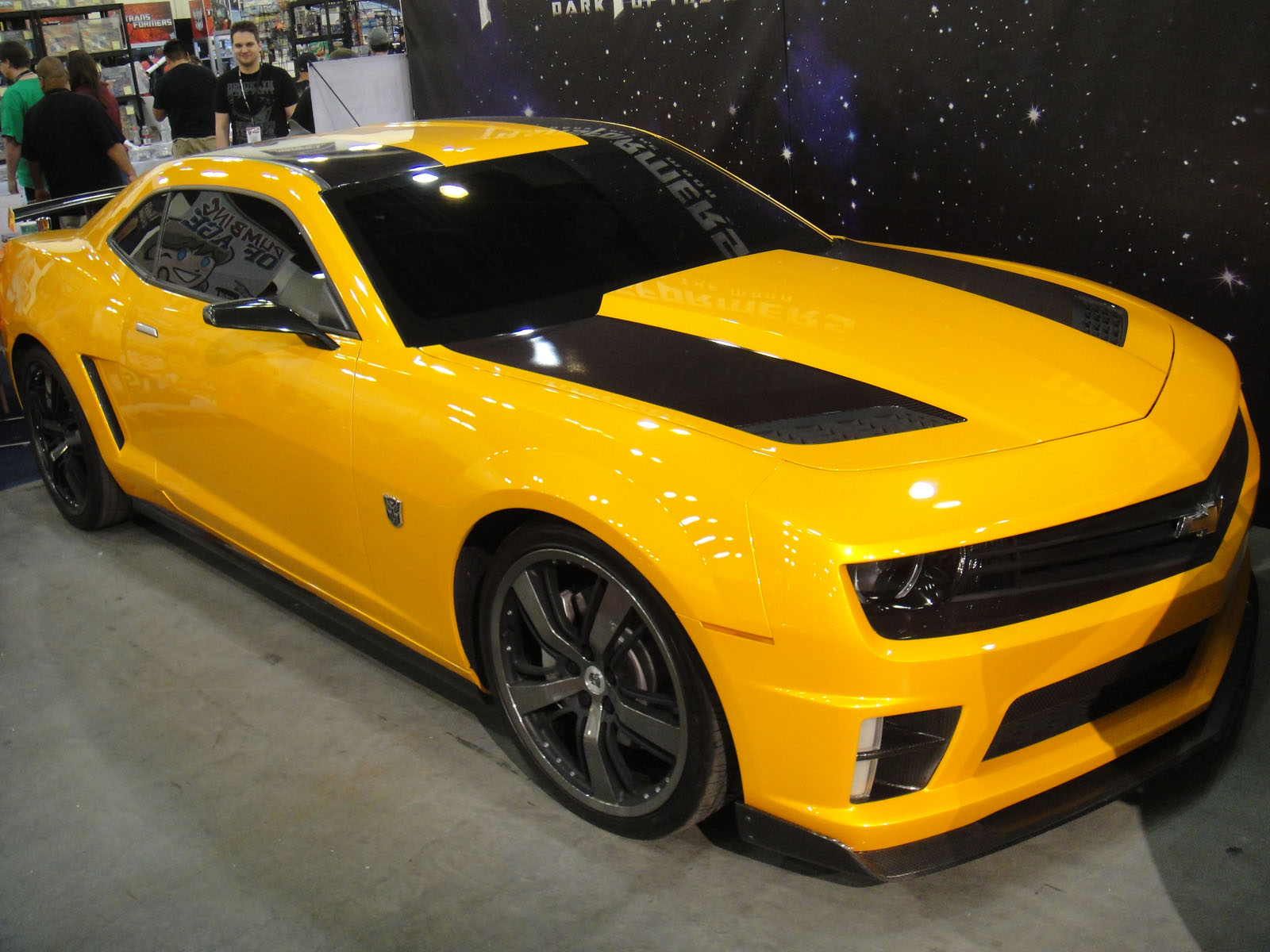
Der Bumblebee-Camaro aus Transformers 3 auf der BotCon 2011.

Ironhide, Optimus Primes Waffenexperte, verwandelt sich nach wie vor in einen schwarzen GMC Topkick-Pickup. Er wird von Sentinel Prime getötet, als dieser sich als Verräter zu erkennen gibt.
Ratchet, der Chefarzt der Autobots, verwandelt sich nach wie vor in einen modifizierten Hummer H2-Search-and-Rescue-Rettungswagen, wobei seine Lackierung und Beschriftung im Fahrzeugmodus gegenüber den beiden Vorgängerfilmen geändert wurden.
Sideswipe, der Soldat unter den Autobots, verwandelt sich nach wie vor in eine Chevrolet Corvette Stingray Concept Design, im Gegensatz zu Die Rache allerdings nunmehr in eine Cabrio-Variante.
Neu hinzugekommen ist Dino, der sich in einen Ferrari 458 Italia verwandelt und mit einem italienischen Akzent spricht. In der Romanadaption, den Begleitcomics von IDW Publishing und Hasbros Spielzeugserie lautet sein Name Mirage. Da Hasbros größter Konkurrent Mattel jedoch eine exklusive Lizenz für Ferrari-Spielzeuge hat, bestand Ferrari darauf, dass der Roboter im Film nicht den Namen eines Hasbro-Spielzeugs trägt. Hasbros bislang einziges (nicht verwandelbares) Spielzeugauto ist im Gegenzug ein lizenziertes Ferrari-Modell. Benannt ist „Dino“ nach dem Spitznamen von Alfredo Ferrari.
Ebenfalls neu ist Que, ein Erfinder, der sich in einen Mercedes-Benz E500 (E550 in den Vereinigten Staaten) verwandelt. Sein Name stellt eine Anspielung auf den Erfinder Q aus den James-Bond-Filmen dar, während sein Kopf Albert Einstein nachempfunden ist. Er wird bei der Gefangennahme einiger Autobots von Soundwave hingerichtet. Im Abspann wird Que auch unter dem Alternativnamen „Wheeljack“ genannt. Dies war in der ursprünglichen Transformers-Serie der Name des Chefingenieurs und Erfinders der Autobots, der sich in einen Lancia Stratos HF Turbo-Rennwagen verwandelte.
Die Wreckers, bestehend aus Roadbuster, Topspin und Leadfoot, gehören zu den am schwersten bewaffneten Autobots. Aufgrund ihrer aggressiven Art halten sie sich jedoch die meiste Zeit über bei ihrem Raumschiff, der Xantium, auf. Alle drei verwandeln sich in Chevrolet-Impala-NASCAR-Rennwagen, allerdings haben sie in ihren Fahrzeugformen die ganze Zeit über ihre Bewaffnung ausgefahren. Das Team der „Wreckers“ wurde ursprünglich für die Transformers-Comicserie von Marvel UK erfunden. Die Namen „Roadbuster“, „Topspin“ und „Leadfoot“ wurden bereits früher von Hasbro für Transformers-Spielzeugfiguren genutzt, wobei die Originalversionen von Roadbuster und Topspin in den Comics sogar Mitglieder der ursprünglichen Wreckers waren, jedoch hat keine der früheren Figuren Ähnlichkeit mit den Robotern aus den Film. Im Abspann werden Roadbuster und Leadfoot zusätzlich auch unter den Namen der Hauptsponsoren ihrer NASCAR-Fahrzeugformen, „Amp“ und „Target“, aufgeführt.
Wheelie trat bereits in Die Rache auf und war ursprünglich ein Kundschafter der Decepticons, der sich in einen Spielzeug-Pick-up verwandelt, wechselte jedoch im Verlauf des Films die Seiten. In Transformers 3 lebt er gemeinsam mit seinem Freund Brains, der sich in einen Laptop verwandelt, bei Sam und Carly. „Brains“ wurde für den Film erfunden und basiert auf keiner Figur aus einer der früheren Transformers-Serien. Gegen Ende des Films bringen die beiden ein Schiff der Decepticons zum Absturz. Der Film lässt die Frage offen, ob sie den Absturz überlebt haben oder nicht.
Ursprünglich hätten auch die „Zwillinge“ Skids und Mudflap aus Die Rache in Transformers 3 erneut auftreten sollen. Obwohl General Motors zwei Chevrolet Sparks für den Filmdreh zur Verfügung stellte, sind die beiden im fertigen Film nicht mehr zu sehen. In der Roman- und Comicadaption des Films, die beide auf einer früheren Drehbuchfassung basieren, kommen Skids und Mudflap noch vor und werden genau wie Ironhide von Sentinel Prime getötet.

### Verräter
Sentinel Prime war vor Optimus Prime Anführer der Autobots und verließ Cybertron, den Heimatplaneten der Transformers, als Kommandant eines Raumschiffes, der Ark. An Bord des Schiffes befand sich die experimentelle Weltraumbrücken-Technologie, die im Krieg für eine Wende hätte sorgen können, jedoch hatte Sentinel Prime heimlich einen Pakt mit Megatron geschlossen, da die Autobots aus seiner Sicht keine Chance hatten, den Krieg zu gewinnen, und er zumindest das Überleben seiner Rasse sichern wollte. In den 1960er Jahren stürzte die Ark auf dem Mond der Erde ab und wurde dort von den Astronauten Neil Armstrong und Buzz Aldrin im Rahmen der Apollo-11-Mondmission entdeckt. In der Gegenwart bergen Optimus Prime und Ratchet Sentinel Prime und bringen ihn zur Erde, wo er sich nunmehr in ein Rosenbauer Panther 6×6-Großflughafenlöschfahrzeug verwandelt. Im Verlauf des Films entpuppt er sich als der eigentliche Bösewicht. „Sentinel Prime“ wurde erstmals in den ursprünglichen Transformers-Comics von Marvel als Optimus Primes Vorgänger eingeführt, weitaus größere Bekanntheit erlangte jedoch die gleichnamige Figur aus der Serie Transformers: Animated (2007–2009). Genau wie viele andere der Film-Transformers trug auch Sentinel Prime ursprünglich einen anderen Namen, in diesem Fall Ultra Magnus. Die ursprüngliche Figur dieses Namens wurde im Zeichentrickfilm Transformers – Der Kampf um Cybertron aus dem Jahr 1986 eingeführt, wobei Sentinel Primes Verhalten in Transformers 3 an die Rolle von Ultra Magnus bei seinem ersten Auftritt in den Comics von Dreamwave Productions angelehnt ist. Das Aussehen von Sentinel Primes Roboterform im Film ist dem Schauspieler Sean Connery nachempfunden.

### Decepticons
Megatron ist nach wie vor Anführer der Decepticons, allerdings noch immer geschwächt von den Verletzungen im Gesicht, die ihm Optimus Prime in Die Rache zugefügt hat. In Transformers 3 verwandelt er sich nunmehr in einen modifizierten, gepanzerten Mack M915 Line-Haul-Militär-Sattelzug inklusive Anhänger. Obwohl nur infolge eines Bündnisses mit ihm zusammenarbeitend, ist Sentinel Prime im Film die treibende Kraft hinter dem Plan der Decepticons, während Megatron die meiste Zeit über nur die Rolle eines Erfüllungsgehilfen einnimmt.
Starscream ist wie in den beiden vorangegangenen Teilen Megatrons Stellvertreter und verwandelt sich nach wie vor in einen F-22 Raptor. Seit Die Rache ist er in seiner Flugzeugform mit außerirdischen Symbolen bemalt.
Soundwave, der Kommunikationsexperte der Decepticons, benutzte während Die Rache einen Satelliten im Erdorbit als Versteck. In Transformers 3 verwandelt er sich nunmehr in einen Mercedes-Benz SLS AMG. In dieser Form stellt ihn der Kollaborateur Dylan Gould seiner Angestellten Carly als Auto zur Verfügung. Genau wie in Die Rache verfügt Soundwave auch in Transformers 3 wieder über einen Lakaien. Diesmal handelt es sich dabei um Laserbeak, der in seiner Roboterform einem Raubvogel ähnelt und sich unter anderem in einen Flachbildschirm, einen Fotokopierer und eine pinkfarbene, menschengroße Version von Bumblebee verwandelt. In letzterer Gestalt gewinnt er das Vertrauen eines kleinen Mädchens, um ihren Vater zu töten. In der Original-Transformers-Serie verwandelte sich Soundwave in einen Kassettenrekorder und Laserbeak in eine dazu passende Kassette. Im Gegensatz zum Original-Laserbeak kann die Filmversion sprechen.
Shockwave ist der Vollstrecker der Decepticons und handelt stets streng nach dem Prinzip der Logik. In Transformers 3 verfügt er über eine Art „Haustier“, einen riesigen wurmähnlichen Roboter namens Driller. In der ursprünglichen Transformers-Serie verwandelte sich Shockwave, der genau wie sein Film-Gegenstück nur über ein Auge verfügt, noch in eine fliegende Weltraumkanone. Der „Driller“ basiert entfernt auf der Figur des „Dwellers“ (dt. „Moloch“) aus einer Folge der dritten Staffel der Original-Transformers-Zeichentrickserie.
Die Dreads sind die Kampftruppen der Decepticons und bestehen unter anderem aus Crankcase, Crowbar und Hatchet, drei identisch aussehenden Chevrolet Suburbans mit individuellen Roboterformen. Der Name „Crankcase“ wurde bereits zuvor von Hasbro für Transformers-Spielzeugfiguren verwendet.
Genau wie in Die Rache sind auch in Transformers 3 wieder zahlreiche namentlich nicht bekannte Decepticon-Truppen zu sehen, darunter einige als „Protoformen“ ohne irdische Tarnformen, andere als Doppelgänger der Dreads und sogar Doppelgänger von Robotern aus Die Rache. Auch Barricade, der vor dem Endkampf aus Transformers spurlos verschwand, ist wieder zu sehen. Eine kleine Rolle hat außerdem „Igor“, ein körperloser Kopf, der dem des Constructicons Long Haul aus Die Rache ähnelt, von dem in Transformers 3 ebenfalls ein weiterer Doppelgänger zu sehen ist.

## Hintergrund

### Entstehung

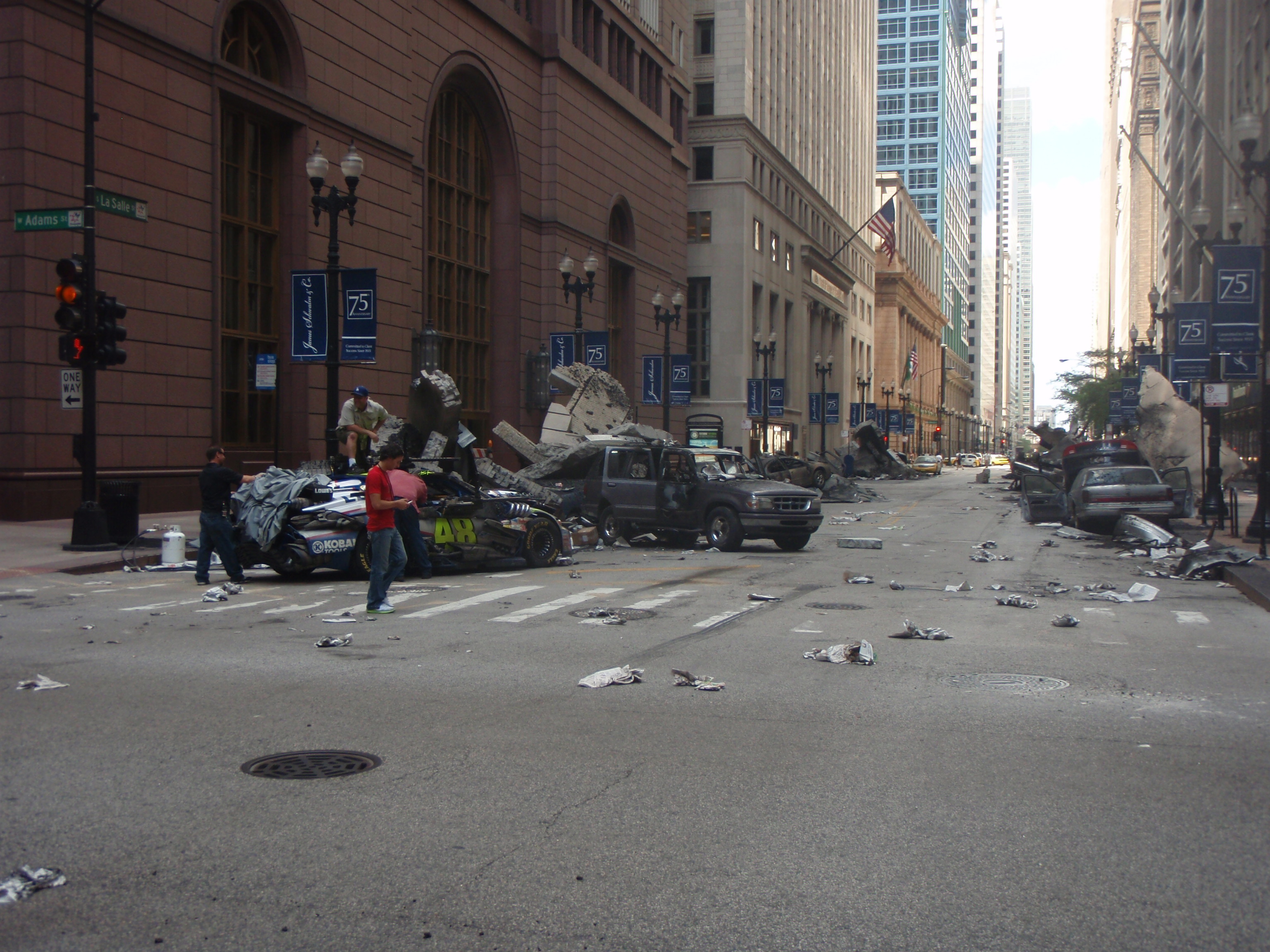
Die Dreharbeiten von Transformers 3 in Chicago im Juli 2010, im Vordergrund der Autobot-Wrecker Topspin als schwer bewaffneter Chevrolet Impala.

Schon am 30. Mai 2007, einen Monat vor der Premiere von Transformers, gab DreamWorks bekannt, zwei Fortsetzungen des Films zu planen. Im März 2009, über drei Monate vor der Premiere von Transformers – Die Rache, kündigte Paramount den dritten Teil für den 1. Juli 2011 an. Regisseur Michael Bay reagierte auf die Ankündigung zunächst zurückhaltend, da er die Fertigstellung des dritten Transformers-Films eigentlich erst für 2012 vorgesehen hatte. Im Oktober 2009 änderte er jedoch schließlich seine Meinung und stimmte dem von Paramount vorgegebenen Veröffentlichungstermin zu.
Roberto Orci und Alex Kurtzman, zwei der Drehbuchautoren der beiden vorangegangenen Teile, kündigten bereits im März 2009 an, nicht mehr für einen dritten Teil zur Verfügung zu stehen. Dafür wurde Ehren Kruger, ihr Co-Autor bei Die Rache, im September 2009 als Autor für den dritten Teil bestätigt. Kruger hatte Michael Bay und Hasbro-Geschäftsführer Brian Goldner bereits im Vorfeld von Die Rache mit seinem Wissen über die Transformers beeindruckt. Tatsächlich basieren mehrere Schlüsselelemente der Handlung von Transformers 3 direkt auf Folgen der ursprünglichen Transformers-Zeichentrickserie: Im Dreiteiler „The Ultimate Doom“ (nie in Deutschland ausgestrahlt) aus der ersten Staffel bringen die Decepticons den Planeten Cybertron mit Hilfe der Weltraumbrücke in den Erdorbit, und im Zweiteiler „Megatron’s Master Plan“ (ebenfalls nie im deutschen Fernsehen ausgestrahlt) aus der zweiten Staffel verbünden sich die Decepticons mit einem Menschen und bringen die übrigen Menschen mittels eines Tricks dazu, die Autobots zu zwingen, die Erde zu verlassen, woraufhin die Decepticons mit der Eroberung des Planeten beginnen. Darüber hinaus basiert die Szene, in der Megatron das Lincoln Memorial zerstört und sich anstelle der Statue Abraham Lincolns auf den Sessel setzt, auf einer nahezu identischen Szene aus der Folge „Atlantis, Arise!“ aus der zweiten Staffel (dt. Titel „Die Unterwasserstadt“, ausgestrahlt im Rahmen der Neuauflage Transformers: Generation 2).
Nachdem er den von Kritikern fast durchweg verrissenen Vorgängerfilm Transformers – Die Rache lange Zeit in Schutz genommen hatte, räumte Michael Bay schließlich Schwächen der Handlung ein, machte jedoch den Streik der Drehbuchautoren im Vorfeld des Films für viele Probleme verantwortlich. Als klaren Fehler erkannte er den „Idiotenhumor“ (im Original „dork comedy“) an und gelobte für Transformers 3 Besserung.
In einer früheren Drehbuchfassung ist Megatrons Waffenstillstandsangebot gegenüber Optimus Prime am Ende ehrlich gemeint, und Optimus lässt ihn und die überlebenden Decepticons nach Cybertron zurückkehren, damit sie den Planeten wieder aufbauen können. Dieses Ende bildete die Vorlage für die Roman- und Comicadaption des Films.

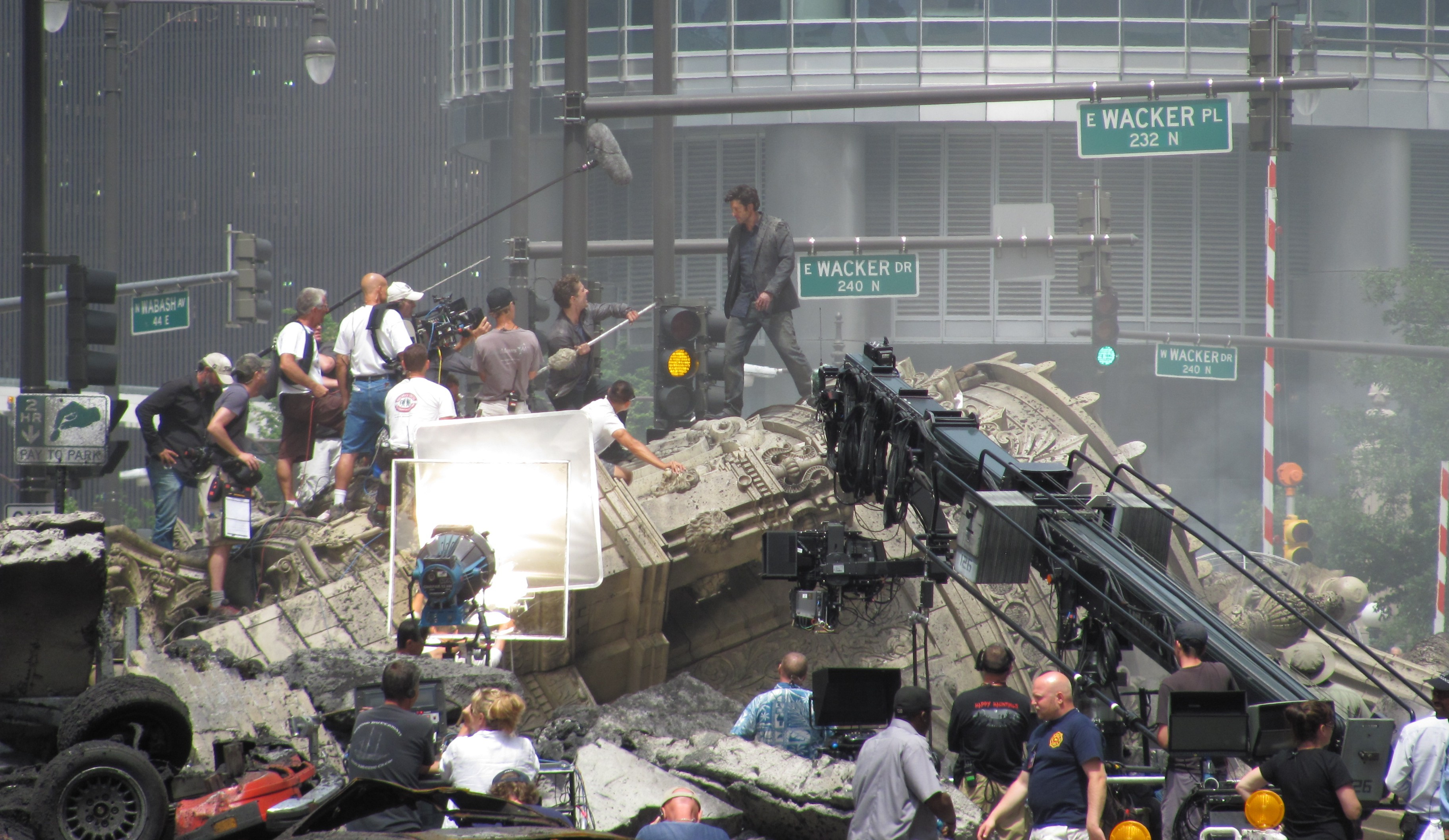
Dreharbeiten des Zweikampfes zwischen Sam Witwicky (Shia LaBeouf) und Dylan Gould (Patrick Dempsey) in Chicago.

Nachdem Megan Fox, die in den beiden vorangegangenen Transformers-Filmen die weibliche Hauptrolle gespielt hatte, in einem Interview mit dem Magazin Wonderland Regisseur Michael Bay aufgrund der ihrer Meinung zu harten Arbeitsbedingungen mit Adolf Hitler verglichen hatte, spielte Bay die Angelegenheit zunächst herunter und erklärte noch einen Monat später, er werde mit Fox trotz ihrer oftmals eigenartigen Kommentare auch im dritten Teil gerne wieder zusammenarbeiten. Obwohl Fox noch im Mai 2010 am Set von Transformers 3 gesichtet wurde, gab Paramount nur wenige Wochen später bekannt, dass sie im dritten Teil nun doch nicht mehr mitspielen werde. Noch im selben Monat wurde Rosie Huntington-Whiteley als Ersatz bestätigt. 2011 verriet Michael Bay schließlich in einem Interview mit dem GQ-Magazin, dass es Steven Spielberg, der Executive Producer der Transformers-Filme, gewesen war, der ihn infolge des Hitler-Vergleichs dazu gedrängt hatte, Fox zu feuern, allerdings behauptete Bay in einem späteren Interview, diese Aussage sei aus dem Zusammenhang gerissen worden.
Die Verpflichtung der Oscarpreisträger John Malkovich und Frances McDormand für Nebenrollen wurde im März 2010 als Besetzungscoup gefeiert.
Der Drehbeginn erfolgte im Mai 2010, Drehorte waren unter anderem Chicago, Moskau, das Kennedy Space Center in Florida, Milwaukee (Wisconsin), Detroit, Washington, D.C. und Angkor Wat in Kambodscha.

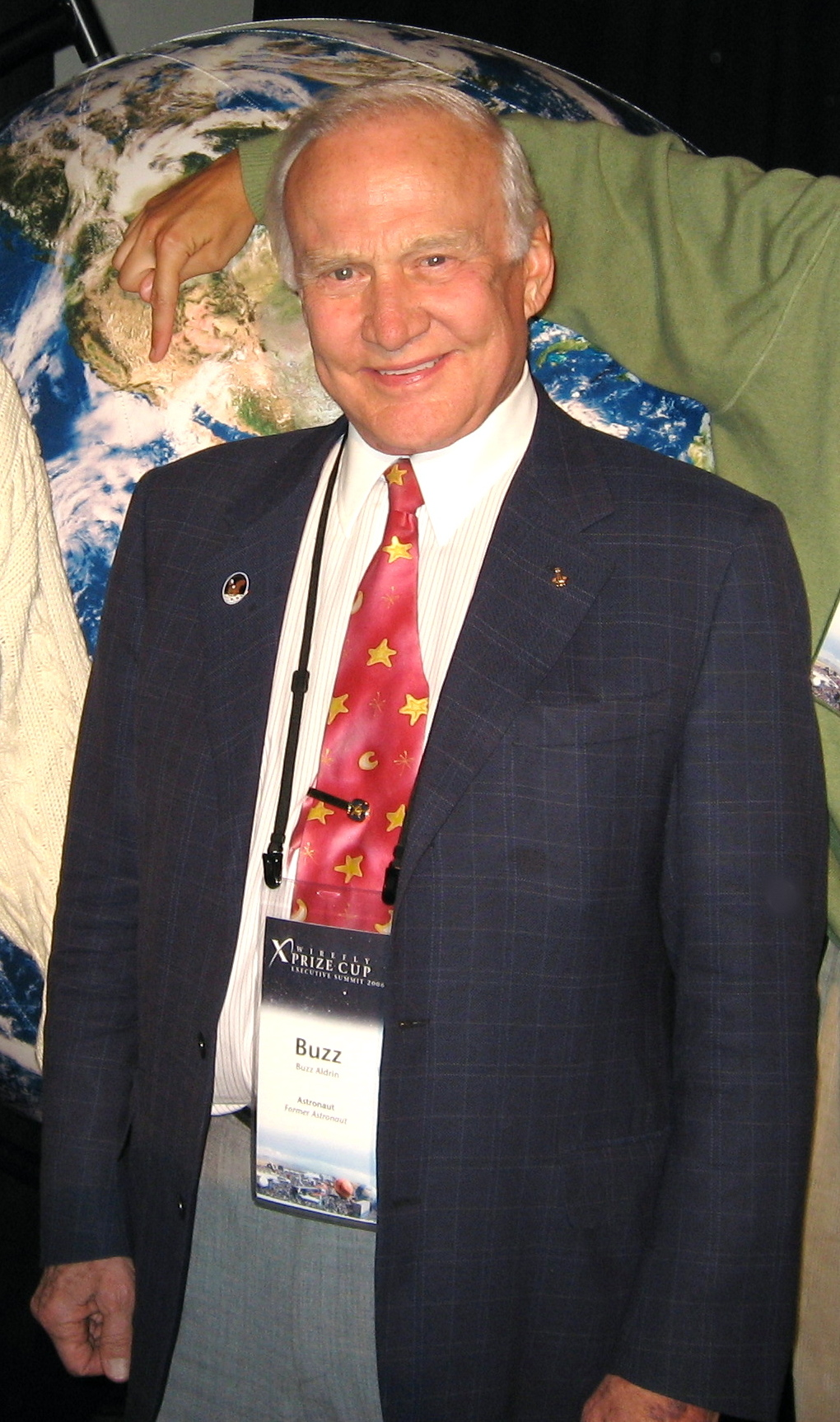
Der ehemalige Astronaut Buzz Aldrin spielt sich bei einem kurzen Gastauftritt selbst.

In der Rückblende zu Beginn des Films werden die Astronauten Neil Armstrong und Buzz Aldrin bei der Apollo-11-Mondlandung von den Schauspielern Don Jeanes und Cory Tucker verkörpert. In der Gegenwartshandlung hat Aldrin einen kurzen Auftritt, bei dem er sich selbst spielt.
Für die Szene, in der Lennox und seine Soldaten in Wingsuits aus einer V-22 Osprey springen, verpflichtete Michael Bay echte Fallschirmspringer und verzichtete so auf unnötige Computereffekte. Tatsächlich wurde er zu der Szene überhaupt erst inspiriert, als er die Fallschirmspringer in ihren Wingsuits im Fernsehen sah und schrieb die Szene in der Absicht, die Fallschirmspringer im Film einzusetzen.
Für den Film wurden über 500 Autos zerstört, bei denen es sich tatsächlich um Schadensobjekte von Versicherungen handelte, die bereits für eine Verschrottung vorgesehen waren.
Bei den Dreharbeiten kam es zu zwei Unfällen: Beim Dreh in East Chicago (Indiana) im September 2010 wurde eine Statistin während einer Stuntszene schwer verletzt und trug bleibende Hirnschäden, eine dauerhafte Lähmung ihrer linken Körperhälfte und ein zugenähtes Auge davon. Paramount wurde daraufhin von der Familie des Opfers auf Schadensersatz verklagt. Als Ersatz für das Filmmaterial von diesem Dreh übernahm Michael Bay für die Verfolgungsjagd auf der Autobahn stattdessen zwei kurze Sequenzen aus einem seiner früheren Filme, Die Insel, und ergänzte lediglich einige neue Spezialeffekte. Beim Dreh in Washington, D.C. im Oktober 2010 wiederum stieß einer der Bumblebee-Camaros mit einem Polizeiwagen zusammen, allerdings wurde diesmal niemand ernsthaft verletzt.
Transformers 3 ist der erste Teil der Transformers-Reihe, der auch in 3D veröffentlicht wurde. Entgegen anfänglichen Überlegungen der Produzenten, den Film in 2D zu drehen und nachträglich zu konvertieren, drehte Regisseur Michael Bay letztendlich 60 % des Films mit echten 3D-Kameras, weitere 15 % entstanden komplett digital, der Rest wurde in 2D gedreht und später konvertiert. Bei der Umsetzung der 3D-Effekte wurde Michael Bay von James Cameron unterstützt. Das Budget des Films betrug insgesamt 195 Millionen US-Dollar, was in etwa dem Budget von Die Rache entspricht, wobei die 3D-Effekte alleine etwa 30 Millionen veranschlagten. Während des letzten Wochenendes der Postproduktion arbeitete die gesamte Renderfarm von Industrial Light & Magic ausschließlich an Transformers 3. Wie im Falle der Vorgängerfilme teilte sich ILM die Arbeit an den Spezialeffekten mit Digital Domain.
Der englische Originaltitel von Transformers 3, Transformers: Dark of the Moon, wurde im Oktober 2010 durch die Vorankündigung mehrerer auf dem Film basierender Bücher bekannt.
Im Gegensatz zum Vorgängerfilm Die Rache hielten sich Michael Bays Bemühungen um Desinformation in Grenzen, allerdings behauptete er im Vorfeld des Films, bei dem Mercedes-Benz SLS AMG handle es sich ausdrücklich nicht um den Decepticon Soundwave, sondern um ein gewöhnliches Auto.
Für die Stimme des Transformers Sentinel Prime wurde in der englischen Originalfassung Leonard Nimoy verpflichtet, der bereits in der Originalfassung des Zeichentrickfilms Transformers – Der Kampf um Cybertron aus dem Jahr 1986 die Figur des Galvatron gesprochen hatte und zudem mit Michael Bays Cousine Susan verheiratet ist. Bereits für Transformers – Die Rache war Nimoy ursprünglich als Sprecher von The Fallen vorgesehen gewesen, doch Bay zögerte, da er befürchtete, Nimoy mit dem Angebot einer für dessen Verhältnisse gering bezahlten Rolle zu „beleidigen“. Obwohl Nimoy laut eigener Aussage einem Angebot Bays nicht abgeneigt war, wurde daraus am Ende nichts, und The Fallen wurde in der Originalfassung von Die Rache stattdessen von Tony Todd gesprochen. Für Transformers 3 überwand Bay jedoch seine Scheu und engagierte Nimoy, der das Angebot annahm. Im Gegenzug brachte Drehbuchautor Ehren Kruger im Film mehrere Anspielungen auf Nimoys bekannte Rolle als Mr. Spock aus Star Trek unter.

### Ende
Im ursprünglichen Ende wirkt Megatrons Waffenstillstandsangebot viel aufrichtiger; er kniet nieder und erklärt, dass er des Kämpfens müde sei, allen Decepticons den Rückzug befehlen werde und der Krieg vorbei sei. Optimus Prime ist zunächst skeptisch, doch als Megatron Optimus anbietet, ihn alternativ töten zu lassen, nimmt Optimus widerwillig an.
Dieses Ende wird sowohl in der Romanfassung als auch in der Comic-Adaption verwendet. Monate vor dem eigentlichen Kinostart des Films, am 5. Mai 2011, sechs Tage vor dem offiziellen Erscheinen der Taschenbuchsammlung, wurden Vorschauseiten der IDW-Comicadaption von Amazon geleakt. Dadurch wurde vielen Fans die große Wendung von Sentinel Primes Verrat verraten, von der der gesamte Film abhing. Die Entdeckung wurde schnell auf mehreren großen Transformers-Fanseiten veröffentlicht, oft ohne Spoilerwarnung. Das Leck veranlasste Michael Bay, eine Executive Order zu erlassen, die jegliches Prequel oder jegliche Adaption des vierten und fünften Films verbot, um ähnliche Vorfälle zu verhindern.

### Sponsoren und Partner bei der Produktion
Wie schon im Falle der beiden vorangegangenen Filme wurde auch die Produktion von Transformers 3 wieder von den Streitkräften der Vereinigten Staaten, dem Spielzeughersteller Hasbro und anderen Unternehmen, die im Film zum Teil auch Produktplatzierung unterbringen ließen, unterstützt.
General Motors stellte erneut mehrere Fahrzeuge zur Verfügung. Wie im Falle von Transformers – Die Rache handelt es sich auch in Transformers 3 bei den Verwandlungsformen der meisten Autobots um Modelle der Marke Chevrolet. Die Kooperation war erneut von wechselseitiger Beziehung, so nutzte General Motors im Vorfeld des Films seinerseits den Autobot Bumblebee für Werbespots. Laut Chevrolet wirken sich die Transformers-Filme sichtlich auf die Autoverkäufe aus, so seien etwa zehn Prozent aller im vorangegangenen Jahr verkauften Camaros gelb, doppelt so viele wie im Falle anderer Modelle. Darüber hinaus sind diesmal auch mehrere Decepticons, die „Dreads“, als Chevrolet Suburbans zu sehen.
Neu in Transformers 3 sind ein Ferrari 458 Italia und ein Mercedes-Benz E 550 als Autobots und ein Mercedes-Benz SLS AMG als Decepticon. Die beiden Autobots tragen im Film Namen, die nicht von existierenden Transformers-Spielzeugfiguren übernommen wurden. Im Falle des Ferraris ist dies darauf zurückzuführen, dass Hasbros größter Konkurrent Mattel eine exklusive Lizenz für Ferrari-Spielzeuge hat. Der Mercedes E 550 wurde speziell für den Film getunt. Auch ein Maybach 62S Landaulet ist im Film zu sehen, allerdings nicht als Transformer, sondern nur als gewöhnliches Auto, mit dem Seymour Simmons und sein Assistent Dutch unterwegs sind. Im Gegensatz zu Optimus Prime, dessen Fahrzeugform in keinem der drei Filme lizenziert ist, wurde das für Sentinel Prime verwendete Rosenbauer Panther 6×6-Großflughafenlöschfahrzeug von der Rosenbauer International AG offiziell für den Dreh zur Verfügung gestellt und speziell zu diesem Zweck für mehrere tausend US-Dollar in deutlich dunkleren Farben lackiert, als dies gemäß den Vorschriften der US-amerikanischen Flughafenfeuerwehr für ein tatsächlich eingesetztes Löschfahrzeug zulässig wäre.
Die drei schwer bewaffneten Chevrolet Impalas, die als Fahrzeugformen der „Wreckers“ dienen, basieren direkt auf existierenden NASCAR-Rennautos. Dementsprechend wurden die Fahrzeuge im Februar 2011, vier Monate vor Filmstart, im Rahmen der Daytona 500 ausgestellt.
Wie in den beiden vorangegangenen Filmen wurden auch in Transformers 3 mit Unterstützung durch das Verteidigungsministerium der Vereinigten Staaten echte Soldaten als Statisten eingesetzt. Gedreht wurde unter anderem auf dem Gelände des Stützpunktes Hurlburt Field und der Edwards Air Force Base. Darüber hinaus wurde Transformers 3 auch von der NASA unterstützt, und NASA-Mitarbeiter sind im Film ebenfalls als Statisten zu sehen.
Hasbro als Inhaber der Transformers-Marke erhoffte sich vom dritten Film einen erneuten Popularitätsschub für die Spielzeugfiguren, nachdem die Verkaufszahlen im vorangegangenen Jahr nachgelassen hatten. Für das zweite Quartal 2011 meldete Hasbro einen Nettogewinnzuwachs um 23 Prozent auf 908,5 Millionen US-Dollar, was in erster Linie auf die Marken Transformers und Beyblade zurückgeführt wurde.
Auch sonst konnten wieder viele Unternehmen ihre Marken werbewirksam im Film platzieren, darunter Northrop Grumman, Cisco, Superfund und die beiden US-amerikanischen Nachrichtensender CNN und Fox News. Auch der Papierhersteller Double A kooperierte mit Paramount und ließ sogar von Michael Bay einen Werbespot drehen, der Szenen aus Transformers 3 verwendet. Im Gegensatz zu den Vorgängerfilmen kommen in Transformers 3 auch viele chinesische Marken vor, so etwa eine Milchsorte von Yili, ein T-Shirt von Metersbonwe, Computer von Lenovo und HDTV-Flachbildschirme von TCL. Aufgrund des langen Produktionsvorlaufs ist im Film zudem ein Nokia-Handy zu sehen, das noch das Betriebssystem Symbian verwendet, obwohl Nokia zum Zeitpunkt der Veröffentlichung des Films aufgrund einer Kooperation mit Microsoft zunehmend zugunsten von Windows Phone 7 auf Symbian verzichtete.

## Synchronisation
Die deutsche Synchronisation des Films übernahm abermals die Interopa Film GmbH aus Berlin. Das Dialogbuch stammt diesmal von Marius Clarén, während Tobias Meister erneut die Dialogregie übernahm. Sämtliche wiederkehrenden Rollen werden wieder von denselben Synchronsprechern wie in den ersten beiden Teilen gesprochen.

### Menschen
| Rolle                   | Schauspieler              | Deutscher Synchronsprecher |
| ----------------------- | ------------------------- | -------------------------- |
| Sam Witwicky            | Shia LaBeouf              | David Turba                |
| Carly Spencer           | Rosie Huntington-Whiteley | Britta Steffenhagen        |
| Lt. Col. William Lennox | Josh Duhamel              | Dennis Schmidt-Foß         |
| Sergeant Robert Epps    | Tyrese Gibson             | Tobias Kluckert            |
| Seymour Simmons         | John Turturro             | Stefan Fredrich            |
| Ron Witwicky            | Kevin Dunn                | Frank-Otto Schenk          |
| Judy Witwicky           | Julie White               | Katharina Koschny          |
| Dylan Gould             | Patrick Dempsey           | Boris Tessmann             |
| Dutch                   | Alan Tudyk                | Jaron Löwenberg            |
| General Shap Morshower  | Glenn Morshower           | Kaspar Eichel              |
| Charlotte Mearing       | Frances McDormand         | Arianne Borbach            |
| Bruce Brazos            | John Malkovich            | Joachim Tennstedt          |
| Jerry Wang              | Ken Jeong                 | Martin Kautz               |
| als er selbst           | Buzz Aldrin               | Gerd Holtenau              |

### Transformer
| Rolle          | Originalsprecher | Deutscher Sprecher     |
| -------------- | ---------------- | ---------------------- |
| Optimus Prime  | Peter Cullen     | Reiner Schöne          |
| Megatron       | Hugo Weaving     | Hans-Jürgen Wolf       |
| Sentinel Prime | Leonard Nimoy    | Uli Krohm              |
| Sideswipe      | James Remar      | André Beyer            |
| Laserbeak      | Keith Szarabajka | Hans-Jürgen Dittberner |
| Ironhide       | Jess Harnell     | Oliver Siebeck         |
| Ratchet        | Robert Foxworth  | Jan Spitzer            |
| Brains         | Reno Wilson      | Tilo Schmitz           |
| Soundwave      | Frank Welker     | Horst Lampe            |
| Mirage/Dino    | Francesco Quinn  | Karl Schulz            |
| Que            | George Coe       | Eberhard Prüter        |
| Starscream     | Charlie Adler    | Axel Lutter            |

## Promotion und andere Medien
Wie schon die Vorgängerfilme wurde auch Transformers 3 auf vielfältige Weise beworben:
Hasbro und das japanische Partnerunternehmen Takara Tomy (Tomy außerhalb Japans) entwickelten und veröffentlichen ab Mai 2011 gemeinsam die obligatorische Spielzeugserie. Genau wie im Falle der Spielzeugreihen zu den beiden vorangegangenen Filmen umfasst auch die Spielzeugreihe zu Transformers 3 neben den Film-Robotern zahlreiche Figuren, die nicht im Film auftreten. Bei den Spielzeugfiguren handelt es sich abermals zum Teil um komplett neu entwickelte Figuren, zum Teil aber auch um Neuauflagen bzw. Varianten von Figuren zu den ersten beiden Teilen. Genau wie schon im Falle der Spielzeugreihen zu den Vorgängerfilmen reicht Hasbros Produktpalette auch diesmal von „klassischen“ verwandelbaren Figuren über aufwändig gestaltete Figuren für ältere Sammler bis hin zu Rollenspiel-Zubehör und vergleichsweise einfach gestalteten Spielzeugen, die auf eine jüngere Zielgruppe abzielten. Die Mindestaltersempfehlung liegt in einigen Fällen bei gerade mal drei Jahren. Die mit der Spielzeugreihe zu Die Rache erstmals neu eingeführten menschlichen Action-Figuren wurden ebenfalls weitergeführt, neu hinzu kommen außerdem verwandelbare, miteinander kompatible Spielsets, die es in der Transformers-Reihe zuletzt vor etwa 20 Jahren in größerem Ausmaß gegeben hatte. Viele der Spielzeuge sind auch in Deutschland unter dem Originaltitel Transformers: Dark of the Moon erhältlich.
Der amerikanische Comicverlag IDW Publishing veröffentlichte bereits im Vorfeld des Films drei Comic-Miniserien mit den Titeln Transformers: Sector 7, Transformers: Rising Storm und Transformers: Foundation, die alle drei eine Vorgeschichte zur Filmhandlung darstellen. Eine vierteilige Comicadaption von Transformers 3 erschien ebenfalls bei IDW. Sämtliche Miniserien liegen mittlerweile zudem auch in Form von Sammelbänden vor.
Die Romanadaption der Filmhandlung, verfasst von Peter David, erschien im Mai 2011 bei Del Rey Books, einem Imprint des zu Random House gehörenden Verlags Ballantine Books. Weitere Bücher für jüngere Leser, darunter Transformers: Dark of the Moon: The Junior Novel und Transformers: Dark of the Moon: The Lost Autobot, erschienen im Verlag Little, Brown & Co. HarperCollins wiederum veröffentlichte das Buch Transformers: Dark of the Moon: The Ultimate Guide.
Die Videospiel-Umsetzung des Films stammt erneut von Activision und ist seit Juni 2011 für die PlayStation 3 und die Xbox 360 erhältlich, eine Variante davon mit dem Titel Transformers 3 – Stealth Force Edition zudem für die Nintendo Wii und den Nintendo 3DS. Weitere Spiele erschienen zudem für den Nintendo DS. Im Gegensatz zu den Comics und Büchern erschienen die Spiele auch in Deutschland.
Der Soundtrack zum Film, Transformers: Dark of the Moon: The Album, erschien am 17. Juni 2011 und ist abermals ein Sampler mit Stücken von Bands wie Staind, Linkin Park, My Chemical Romance, den Goo Goo Dolls oder Paramore. Titelsong des Films ist Iridescent von Linkin Park, der auch als Single erschien. Die eigentliche Filmmusik mit den von Steve Jablonsky komponierten orchestralen Stücken erschien in den Vereinigten Staaten am 24. Juni 2011, in Deutschland sollte er am 15. Juli 2011 erscheinen, wurde jedoch auf unbestimmte Zeit verschoben. Nur ein Download des Albums ist zurzeit möglich.

## Rezeption

### Finanzieller Erfolg
Weltpremiere feierte Transformers 3 am 23. Juni 2011 in Moskau, Russland. Offizieller Filmstart in den Vereinigten Staaten war der 29. Juni 2011 mit annähernd 10.000 Kopien in landesweit 4011 Kinos. Bereits an seinem ersten Tag spielte der Film 37,3 Millionen US-Dollar ein und verbuchte damit nicht nur den bis dahin erfolgreichsten Eröffnungstag des Jahres 2011, sondern belegte zudem auch den sechsten Platz der bis dahin finanziell erfolgreichsten Filmstarts an einem Mittwoch, blieb jedoch andererseits deutlich hinter dem Eröffnungstag von Transformers – Die Rache mit 60 Millionen US-Dollar (ebenfalls an einem Mittwoch) zurück. An seinem Eröffnungswochenende spielte Transformers 3 alleine in IMAX-Kinos 23,1 Millionen US-Dollar ein, 14 Millionen davon in 146 Kinos in den Vereinigten Staaten und die übrigen 9,1 Millionen in 105 Kinos im übrigen Teil der Welt, was zum Zeitpunkt der Veröffentlichung einen neuen IMAX-Rekord für das Wochenende des 4. Juli darstellte. Innerhalb von nur neun Tagen spielte Transformers 3 weltweit über 500 Millionen US-Dollar ein und brach damit den Rekord von Pirates of the Caribbean – Am Ende der Welt und Pirates of the Caribbean – Fremde Gezeiten, die beide innerhalb von zehn Tagen dieselbe Menge Geld eingespielt hatten, wobei Transformers 3 zu diesem Zeitpunkt noch nicht einmal in China und Japan angelaufen war.
In der Volksrepublik China lief Transformers 3 erst am 21. Juli 2011 an, stellte dafür jedoch mit über 40 Millionen US-Dollar innerhalb von drei Tagen einen neuen Rekord für den erfolgreichsten Start eines US-amerikanischen Films auf und übertraf den China-Start von Avatar – Aufbruch nach Pandora um 72 Prozent. Mit etwa 3,7 Millionen US-Dollar innerhalb der ersten vier Tage stellte der Film darüber hinaus einen neuen IMAX-Rekord in China auf und übertraf damit auch Avatar.
In den Vereinigten Staaten spielte der Film bei Produktionskosten von 195 Millionen Dollar bislang über 352,390 Millionen US-Dollar ein, weltweit über 1,123 Milliarden. Damit belegt Transformers 3 derzeit Platz 35 (Stand: 19. April 2025) der weltweit erfolgreichsten Filme.
In Deutschland lief der Film ebenfalls am 29. Juni 2011 an. Mit 10,5 Millionen Euro schlug Transformers 3 innerhalb von fünf Tagen das Gesamtergebnis des ersten Teils (10,3 Millionen Euro) und lieferte zudem den nach Umsatz bis dahin besten Start eines Paramount-Films in Deutschland ab. Insgesamt sahen den Film in Deutschland über 2,57 Millionen Besucher, über 500.000 mehr als Die Rache insgesamt. Damit belegte Transformers 3 Platz 7 der erfolgreichsten Filme des Jahres 2011 in Deutschland. Das Gesamteinspielergebnis in Deutschland beträgt über 38,7 Millionen US-Dollar.

### Kritiken
Die Kritiken waren erneut überwiegend negativ, wie schon im Falle der Vorgängerfilme. Bei Rotten Tomatoes waren nur 35 % der Kritiken positiv, basierend auf 262 Kritiken. Bei Metacritic konnte ein Metascore von 42, basierend auf 37 Kritiken, erzielt werden.
David Kleingers bemängelte in seiner Kritik für Spiegel Online in erster Linie einseitige Sympathien für eine reaktionäre Kriegspolitik der Vereinigten Staaten, die er in der Filmhandlung zu erkennen glaubte: „Wirklich in Fahrt kommt der Film trotz pompös aufgetürmter Schauwerte nie, dafür nimmt er seine schematische Handlung viel zu ernst. Insbesondere die Rolle der Autobots hat sich darin geändert: Die Roboter sind keine fremden Wunderwerke mehr, sondern Teil des US-Militärapparats. In dieser Funktion zerlegen sie dann auch mal quasi im Vorbeifahren eine feindliche Nuklearanlage im Nahen Osten – die absurde Blockbuster-Variante von ‚Shock and Awe‘. Die Decepticons hingegen […] sind die ultimativen Schläfer, jeder eine unentdeckte Terrorzelle. Nicht genug damit: Megatron, rotäugiger Anführer dieser irregulären Kombattanten, pflegt in seinem Wüstenversteck den Look eines Warlord. Taliban oder Transformer, das ist in Michael Bays übergroßer Sandkiste im Grunde das Gleiche. Dazu durchzieht eine Sehnsucht nach militärischer Potenz den Film, der noch mehr als seine Vorläufer das Soldatentum feiert.“ Auch Rosie Huntington-Whiteley als Ersatz für Megan Fox konnte in seinen Augen nicht überzeugen: So müsse sie „für die gänzlich in der Pubertät verharrenden Pin-up-Phantasien des Films herhalten“, und „Mit glaubhaftem Schauspiel hat ihr Auftritt jedenfalls nichts zu tun, insofern bürgt die Besetzung für Kontinuität.“ Selbst die Besetzung von Charakterdarstellern wie John Turturro, Frances McDormand und John Malkovich empfindet Kleingers lediglich „als ornamentales Beiwerk“ und wirft die Frage auf, „Was diese Schauspieler abseits der Gage zur Mitwirkung bewegt haben mag“.
Thomas Klein kritisierte für die Berliner Zeitung Bays „Affenliebe zum US-Militär und zu jenen Rüstungskonzernen, die dem Pentagon ihr Werkzeug und ihm die Spielsachen stellen“ und glaubte ebenfalls Sympathien für eine reaktionäre US-Außenpolitik zu erkennen: „Eine zerfetzte US-Flagge; ein offenbar wertloser, von Obama verliehener Orden und Optimus’ Floskeln über die Unzuverlässigkeit von Alliierten machen Bays Weltbild klar: Eigentlich lebt in ‚Transformers 3‘ die Ära George W. Bush weiter.“ Ferner stellte er fest: „Regisseur Michael Bay ist kein feinsinniger Filmkünstler. Jenseits des ganz großen Krachs kennt er nur zwei inszenatorische Techniken: die Beschleunigung durch schnelle, konfuse Schnitte und die Zeitlupe, bei der in goldenem Licht Helden-Typen an die Arbeit gehen oder aus der Schlacht zurückkehren. Daran hat sich auch bei ‚Transformers 3‘ in 3D nichts geändert.“ Als weiteren Kritikpunkt führt er an, dass den Film „ein unschöner Sexismus“ durchziehe: „Michael Bay bebildert reaktionäre Jungs-Phantasien.“ Lediglich die 3D-Effekte lobte Klein: „Wenn geborstenes Metall herumfliegt (was sehr oft passiert) oder Soldaten wie Flughörnchen durch die Chicagoer Straßenschluchten gleiten, gewinnt Bays Stahlgewitter ästhetischen Kitzel.“ Dennoch sei die technische Umsetzung des Films nicht durchweg gelungen: „An den Kopfschmerzen wegen inhaltlicher Fragwürdigkeiten, hektischer Schnittfolgen und einer dröhnenden Tonspur ändern diese Momente leider nichts.“
Kritisch urteilte auch das Pressure Magazine über die Handlung des Films: „So krebst Transformers 3 nach grandiosem Auftakt um die Schlacht auf Cybertron auch fast eine Stunde mit belanglosem Arbeitssuche-Blabla und einer Liebesstory vor sich hin, der höchstens die umwerfenden Kurven von Rosie Huntington-Whiteley als Charly etwas Pepp verleiht.“ und kam zu dem Fazit: „Was bleibt, wenn der Boden des Popcorneimers erreicht ist? Nun – Leere und irgendwie das Gefühl doch keinen allzu bombastischen Film gesehen zu haben, denn viel zu aufgesetzt und peinlich wirken Storyline und das gesamte Drumherum außerhalb von CGI-Robotern. Michael Bay schafft es zwar ein unglaublich intensives Bild der Transformers auf die Leinwand zu zaubern, packende Kämpfe zu inszenieren und eine Zerstörung von Städten in nie geahnter und gesehener Intensität zu zelebrieren – doch all das rettet Transformers 3 nicht aus der Mittelmäßigkeit.“
Das Lexikon des internationalen Films fällte ebenfalls ein negatives Urteil: „Der Reiz der 3D-Technik kann angesichts des galoppierenden Schwachsinns der Geschichte und dümmlicher Dialoge den Unterhaltungswert des Films nur begrenzt retten. Auch die zum Teil exzellenten Schauspieler bekommen innerhalb der Zerstörungsorgie keinen Raum, ihren Figuren Kontur zu verleihen.“
Christoph Petersen von Filmstarts.de urteilte positiver und gab Transformers 3 drei von fünf Sternen. Dennoch stellte er fest: „Michael Bays monumentale Materialschlacht bleibt trotz grandioser Momente bloßes Stückwerk und es fällt mitunter schwer zu glauben, dass einige der Szenen tatsächlich aus ein und demselben Film stammen sollen.“ So würden Charaktere wie Simmons „extrem umständlich vorgestellt, obwohl auch sie ähnlich wie die Mondverschwörung für die eigentliche Handlung praktisch keine Rolle spielen.“ Während John Malkovich trotz seiner kleinen Rolle bei Petersen gut wegkommt, wird die Nebenrolle des Komikers Ken Jeong als „vollkommen unpassend“ bezeichnet, da der „aus dem Rahmen fallende Anarcho-Humor eher schädlich“ für den Film sei. Die zweite Filmhälfte mit dem Kampf in Chicago ist dagegen in Petersens Augen „der klar bessere Teil des Films.“ Im Gegensatz zu anderen Kritikern ist Petersen gar der Meinung, der „für Michael Bay typische Patriotismus-Overkill“ bekomme dabei „erfreulich wenig Platz“. Die Actionszenen seien „größtenteils atemberaubend“, allerdings kritisierte Petersen: „Leider wurde auf die Übergänge zwischen den einzelnen Actionsequenzen weit weniger Sorgfalt verwendet, weshalb die Übersicht über die Zusammenhänge in diesem Schlachtengetümmel schnell verloren geht. Das geht auf Kosten der Spannung und verhindert, dass man neben dem Staunen über das Gezeigte auch mit den Figuren mitfiebert.“ Im Vergleich zu den vorangegangenen Filmen der Reihe liege Transformers 3 „zwar wieder über dem Niveau von ‚Transformers – Die Rache‘, reicht aber nicht an den stimmigeren und auch emotional packenderen Reihenauftakt ‚Transformers‘ heran.“ Sein Fazit: „Aber ein wirklich guter Film ist ‚Transformers 3‘ trotz der immer wieder hervorstechenden Schauwerte nicht.“
Noch positiver urteilte Kino.de: Zwar liefere Bay „genau das, was der Schriftzug ,Transformers‘ verspricht: Eine Story, die sich aufs Rudimentärste beschränkt, Dialoge, die aus einem US-Army-Werbefilm stammen könnten, Charaktere, die von albern über dämlich bis charmant alles abdecken, und vor allem und in erster Linie und immer wieder gigantische Actionsequenzen, die einem schier den Atem rauben.“ Auch tue sich Rosie Huntington-Whiteley „etwas schwer […], die High Heels der unehrenhaft entlassenen Megan Fox auszufüllen.“ Dennoch lautet das Fazit: „‚Transformers 3‘ ist ohne Wenn und Aber ein Bay-Film. Und das ist durchaus als Kompliment zu verstehen.“

### Auszeichnungen
Transformers 3 wurde in der Kategorie „Bester 3D-Film“ mit einem Scream Award ausgezeichnet. Nominiert war der Film darüber hinaus auch in der Kategorie „Bester Science-Fiction-Film“, konnte diese jedoch nicht für sich entscheiden.
Am 24. Januar 2012 wurde Transformers 3 für drei Oscars in den Kategorien „Bester Ton“, „Bester Tonschnitt“ und „Beste visuelle Effekte“ nominiert.

## Veröffentlichung auf DVD, Blu-ray und 3D Blu-ray Disc
In den Vereinigten Staaten erschien Transformers 3 am 30. September 2011 auf DVD, Blu-ray Disc und als Download, allerdings zunächst nur als Minimalversion ohne jegliche Extras. In Deutschland erschien der Film am 3. November 2011 auf DVD und Blu-ray, ebenfalls ohne Extras. Die 3D-Blu-ray-Fassung erschien dagegen erst am 9. Februar 2012.